# Ninfeo de Herodes Ático

El Ninfeo de Herodes Ático (en griego: Νυμφαίο αρχαίας Ολυμπίας) se construyó en la zona norte del Santuario de Olimpia, cerca de la falda del monte Cronio, enmarcado entre el Templo de Zeus y la Terraza de los Tesoros, y al oeste del Metroo.
Este Ninfeo o Exedra, una fuente monumental de agua fresca, fue financiado y mandado construir hacia el año 153 por Herodes Ático, en honor de su esposa Regila.

## Historia
El suministro de agua había sido siempre un problema debido al elevado número de visitantes al santuario, sobre todo en verano que era cuando se desarrollaban los Juegos Olímpicos. Con el transcurso del tiempo el problema se agravó, no solo por el aumento de visitantes, sino también con la construcción de unos baños romanos, cuyo funcionamiento contribuyó a menguar notablemente el caudal de agua disponible. Para solucionarlo, se construyó esta edificación que era la parte final de un acueducto que conducía el agua desde una fuente situada al este.

## Descripción

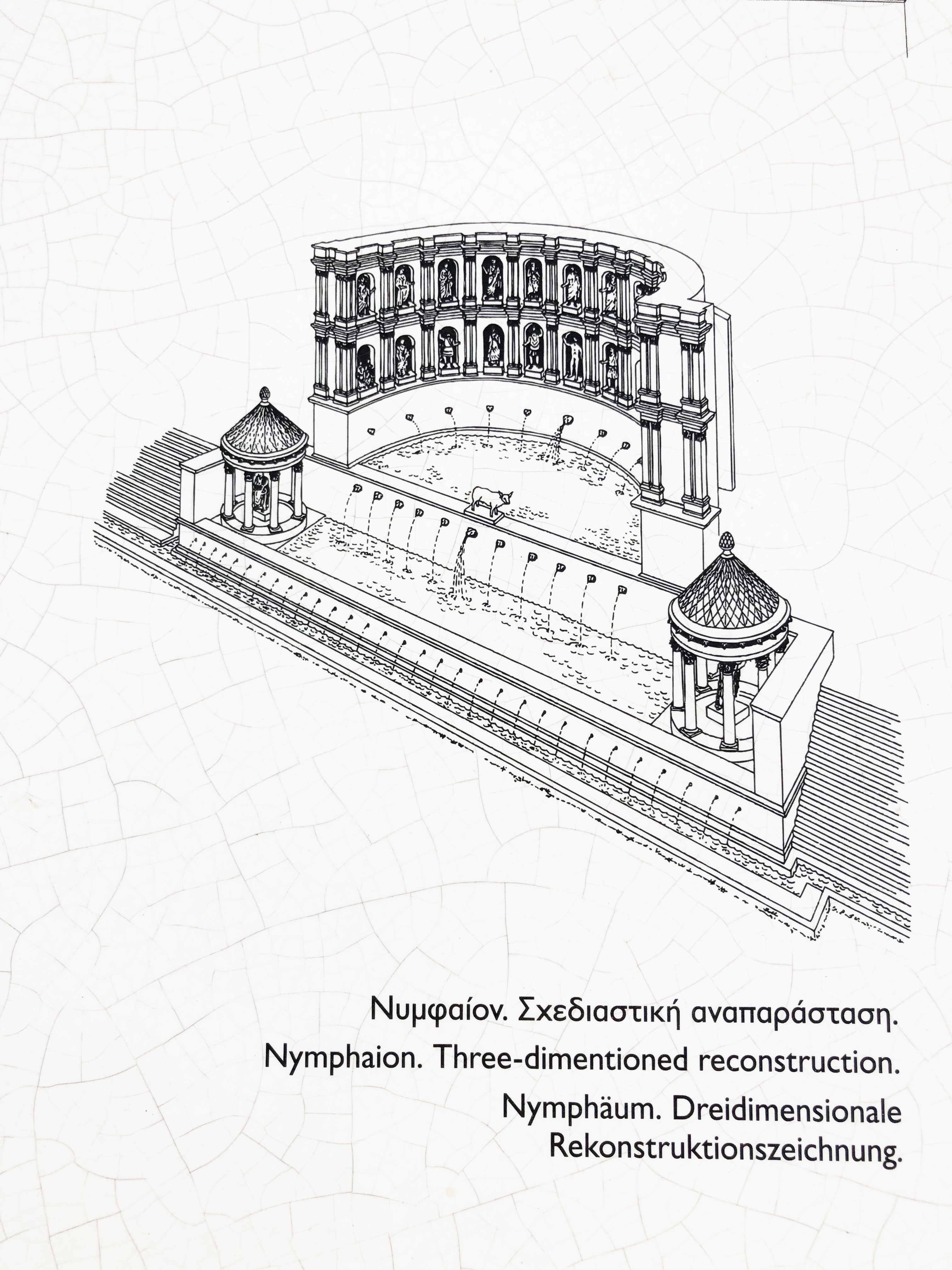
Ilustración del aspecto original del monumento.

La construcción principal consistía en un receptáculo semicircular de 16,62 m de frente en donde se depositaba primeramente el agua que fluía del acueducto. De este primer depósito y a través de cinco gárgolas con forma de cabeza de león en mármol, el agua caía a una gran pila rectangular de 3,76 m de fondo por 21,90 de largo, de donde el líquido volvía a fluir a través de otras 83 gárgolas a una primera conducción exterior, que la distribuía por todo el recinto y el Estadio.
Exteriormente al conjunto se le dio apariencia ornamental, con el frente que ocupaba 34 m de ancho por 17 de altura. Los cimientos y estructuras básicas estaban fabricados de ladrillos recubiertos de mármol. A ambos extremos del gran receptáculo inferior rectangular, se levantaron dos templetes en forma de kiosco con techo y peristilo y una fuente en miniatura en su interior. Por encima de la gran pila rectangular del nivel superior, se elevaba un muro semicircular, que en la parte alta tenía una serie de nichos con pequeñas columnas. En el techo del muro y hacia su parte central, se hallaban colocadas las estatuas de los emperadores romanos, Adriano, Antonino Pío y Marco Aurelio. En los 13 nichos inferiores había más estatuas a tamaño natural: en los dos huecos centrales estaban en posición frontal la de Herodes Ático y la de su mujer Regila; las restantes eran de la familia de Herodes y de la familia imperial.

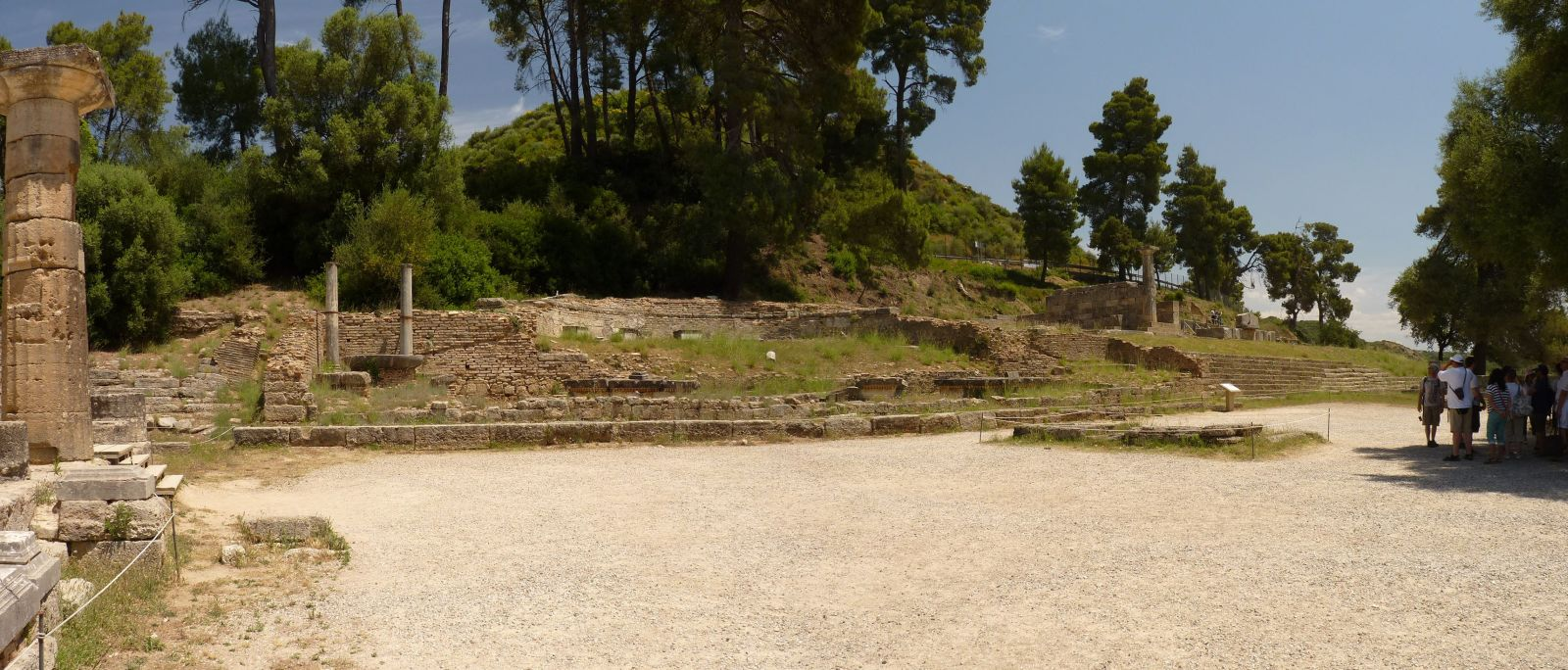
Restos del ninfeo.

Sobre el muro que separaba el receptáculo semicircular superior y el gran depósito inferior rectangular, se hallaba colocado un toro de mármol, con la cabeza orientada al este y con una inscripción en su dorso en la que consta que Regila, la sacerdotisa de Deméter, consagra el agua y la instalación a Zeus.
Pausanias no hace referencia en su Descripción de Grecia al gran Ninfeo. Arqueólogos como Alfred Mallwitz justifican la omisión razonando que cuando el geógrafo estuvo en Olimpia, no había sido construido aún. Sin embargo Drees, partiendo del supuesto de que Pausanias visitó Olimpia en el año 174 y que el edificio se debió construir por gratitud de Herodes ante el nombramiento de su mujer como sacerdotisa en el año 155, opina que Pausanias prestó poca atención en su obra a la descripción de edificios funcionales.